# Deutsche Meisterschaften 1931
Als Deutsche Meisterschaft(en) 1931 oder DM 1931 bezeichnet man folgende Deutsche Meisterschaften, die im Jahr 1931 stattgefunden haben: 
- Deutsche Eishockey-Meisterschaft 1931
- Deutsche Leichtathletik-Meisterschaften 1931
- Deutsche Fechtmeisterschaften 1931
- Deutsche Schwimmmeisterschaften 1931
- Deutsche Turnmeisterschaften 1931
- Deutsches Meisterschaftsrudern 1931
- Deutsche Tischtennis-Meisterschaft 1931